# Edwin Bernard Broderick
Edwin Bernard Broderick (* 16. Januar 1917 in New York City, USA; † 2. Juli 2006 in Albany) war ein US-amerikanischer Geistlicher und Bischof von Albany.

## Leben
Edwin Bernard Broderick besuchte von 1930 bis 1934 die Regis High School in New York City. Anschließend studierte Broderick Philosophie und Katholische Theologie am St. Joseph’s Seminary in Yonkers. Er empfing am 30. Mai 1942 in der St. Patrick’s Cathedral durch den Erzbischof von New York, Francis Spellman, das Sakrament der Priesterweihe.
Anschließend wurde Edwin Bernard Broderick Kurat der Nativity of Our Blessed Lady Church in der Bronx. Von 1943 bis 1947 unterrichtete er an der Cardinal Hayes High School. 1951 wurde Broderick an der Fordham University im Fach Englische Sprache promoviert. Im selben Jahr wurde er Direktor des Erzbischöflichen Radio- und Fernsehsenders. Von 1954 bis 1964 war Edwin Bernard Broderick Privatsekretär von Francis Kardinal Spellman. 1964 wurde er Regens des St. Joseph’s Seminary in Yonkers.
Am 8. März 1967 ernannte ihn Papst Paul VI. zum Titularbischof von Thizica und bestellte ihn zum Weihbischof in New York. Der Erzbischof von New York, Francis Kardinal Spellman, spendete ihm am 21. April desselben Jahres in der St. Patrick’s Cathedral in New York City die Bischofsweihe; Mitkonsekratoren waren die New Yorker Weihbischöfe Terence Cooke und George Henry Guilfoyle. Als Weihbischof war Broderick weiterhin bis 1969 Regens des St. Joseph’s Seminary in Yonkers.
Am 19. März 1969 ernannte ihn Paul VI. zum Bischof von Albany. Edwin Bernard Broderick trat am 3. Juni 1976 als Bischof von Albany zurück, um Direktor des Catholic Relief Services (CRS) zu werden. Während seiner Amtszeit organisierte das CRS die Rettung vieler Flüchtlinge aus Südostasien. Broderick legte die Leitung des CRS im Jahr 1983 nieder.